# محاصره ژادویل
محاصره جیدویل در سپتامبر ۱۹۶۱ طی دخالت سازمان ملل متحد در بحران کنگو در آفریقای مرکزی رخ داد. هنگامی که سربازان ایرلندی توسط سربازان وفادار به نخست وزیر کاتانگا، مویس سمب، مورد حمله قرار گرفتند. سربازان ایرلندی که تسلیحات کمی داشتند، به مدت ۶روز دربرابر حملات کاتانگایی‌ها مقاومت کردند اما نیروی امدادی سربازان ایرلندی و سوئدی موفق نشدند به نیروهای تحت محاصره در جیدویل کمک کنند.
نهایتاً بخاطر اتمام مهمات و موادغذایی، نیروهای ایرلندی مجبور به تسلیم شدند؛ اما پیش از آن صدمات سنگینی به کاتانگایی‌ها و مزدورهای سفیدپوست آن‌ها وارد کردند. آن‌ها حدوداً یک ماه اسیر جنگی بودند اما کشته نشدند. این آخرین همکاری سربازان ایرلندی و سوئدی در عملیاتی خصمانه در برنامه حفظ صلح ONUC (عملیات سازمان ملل متحد در کنگو) بود.

## پس زمینه
در ۱۳ سپتامبر ۱۹۶۱،داگ همرشولد دبیرکل وقت سازمان ملل متحد، به نیروهایش مجوز یک حمله نظامی با کد عملیات مورتور را علیه واحدهای مزدور ایالت کاتانگا داد. این ایالت در ژوئیه ۱۹۶۰ از جمهوری کنگو جدا شده بود. طبق دستور، قرار بود نیروهای سازمان ملل در کنگو در تعارضات داخلی بشدت بی‌طرف بمانند. اما، رهبری سیاسی کاتانگا باور داشت سازمان ملل این حکم را شکسته و کم کم زیر سایه دشمن، یعنی دولت مرکزی کنگو، می‌رود. کمی بعد از شروع عملیات مورتور، کاتانگایی‌ها ضدحمله‌ای علیه واحد نظامی سازمان ملل مستقر در شهر معدنی جیدویل زد. یک گروه ۱۵۵ نفری از سربازان ایرلندی به فرماندهی پت کویینلن به شهر معدنی فرستاده شدند تا در حفاظت از شهروندان آنجا یاری برسانند. این کار بخاطر درخواستی از سوی ساکنان بلژیکی و افراد بومی بود که نگران امنیت خود بودند.

## نبرد

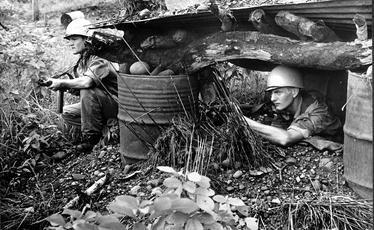
نبرد محاصره ژادویل در سال 1961

حمله اولیه کاتانگایی‌ها درحالی اتفاق افتاد که تعداد زیادی از سربازان ایرلندی مشغول مراسم مذهبی قربانی مقدس بودند. کاتانگایی‌ها با این انتظار که گارد امنیتی ایرلندی‌ها مختل شده‌است، به سرعت حرکت کردند. ولی یک نگهبان آن‌ها را تشخیص داد. سرگروهبان بیلی ردی تیر هشداری می زند و کل افراد متوجه تهدید می‌شوند. (ردی خیلی زود در تیراندازی دشمن زخمی شد.) این شروع یک نبرد ۵روزه شد.
یک نیروی متشکل از مزدوران سفیدپوست، ساکنان بلژیکی و طوایف محلی به ایرلندی‌ها حمله کردند. آن‌ها بین ۳۰۰۰ تا ۵۰۰۰ مرد جنگی داشتند که اکثراً از جنگجوهای لوبا بودند. اگرچه افراد زیادی از مزدوران فرانسوی، بلژیکی و رودژیایی با تسلیحات سبک و سنگین آنان را همراهی می‌کردند. به‌علاوه حمایت هوایی جت بمب افکن و تیرانداز را داشتند. سربازان ایرلندی سازمان ملل عموماً فقط سلاح‌های شخصی سبک، تعداد کمی تفنگ‌های قدیمی خنک کاری آبی و خمپاره اندازهای ۶۰ میلی متری داشتند.
سربازان ایرلندی باموفقیت دربارهٔ امواج عظیم حملات دفاع کردند. به‌علاوه پلاتون حمایتی ایرلند بیشتر موقعیت‌های خمپاره انداز و توپخانه‌ای کاتانگایی‌ها را نابود کرد. بعد از ۴روز مقاومت در برابر حملات مکرر، ایرلندی‌ها چندین ساعت با خمپاره انداز و تفنگ‌های ماشینی، مقرهای تیراندازی کاتانگایی‌ها را زیر آتش گرفتند.
حمله ایرلندی‌ها دقیق و مؤثر بود. مشاهده می‌شد که افسرهای مزدور سفیدپوست به ژاندارم‌های بومی شلیک می‌کردند تا آشوب ایجاد شده در خطوط کاتانگایی‌ها را خاموش کنند.سپس کاتانگایی‌ها از افسرفرمانده کویینلن درخواست آتش بس کردند؛ زیرا بطور جدی نیروهایشان کاهش یافته بودند و در حال فروپاشی بودند. در این زمان، احتمالاً قدرتشان به ۲۰۰۰ مرد تقلیل یافته بود. کویینلن پذیرفت.
۵۰۰ سرباز ایرلندی و سوئدی سازمان ملل برای نجات نیروهای تحت محاصره تلاش کردند. ولی یک نیرو متشکل از مزدوران آن‌ها را به عقب راند. یکی از دلایل شکست در آزادی محاصره، وقوع نبردهای زنجیره‌ای در نقطه بحرانی پل لوفیرا بود. این پل بر روی رودخانه لوفیرا، جیدویل را به بزرگراه الیزابتویل متصل می‌کند. اینجا بود که نیروهای کاتانگایی سنگر کردند و اتش سنگین زمینی و هوایی بر سر ستون‌های امدادی ریختند و آن‌ها را از پل دور کردند.
در طول ۶روز محاصره، گروهان الف متحمل ۵زخمی شد. از سوی دیگر، کاتانگایی‌ها هم دچار ضررهای سنگینی شدند. بالغ بر ۳۰۰ کشته، ازحمله ۳۰مزدور سفیدپوست و تعداد نامشخصی زخمی داشند. درهرحال، افسرفرمانده کویینلن به تدارکات جدید و نیروی امدادی دسترسی نداشت و چون واحد ترابریش نابود شده بود، فرار واقعاً غیرممکن بود. البته در مرحله‌ای از جنگ، مأموریت رساندن آب از راه هوا موفقیت‌آمیز بود ولی بخاطر کانتینرهای مسموم، اب قابل آشامیدن نبود. کویینلن به هیچ وجه امکان دسترسی به مافوق‌هایش را نداشت و به‌تدریج کاتانگایی‌ها هم از توافق‌نامه آتش بس تخطی کردند. در اخر، افسرفرمانده کویینلن، بدون هیچ گونه دستور یا قولی مبنی بر کمک و با تمام شدن مهمات و غذا و آب، تسلیم کاتانگایی‌ها شد. آن‌ها حدود یک ماه گروگان بودند تا شرایط اتش بس تغییر کند. بالاخره کاتانگایی‌ها و متحدان سفیدپوستشان، آن‌ها را در ازای زندانی‌های محبوس در دولت کنگو مبادله کردند.

## عواقب
گزارش‌های غلطی دربارهٔ کشته شدن چندین سرباز ایرلندی در زمان حمله در رسانه‌ها منتشر شد. برطبق یکی از نظریه‌ها، خلبان بلژیکی هنگام عبور از بالای میدان نبرد، کیسه‌های خواب را با کاور اجساد اشتباه گرفته بوده‌است. نبرد جیدویل تا چندی پیش توسط دولت ایرلند چندان شناخته شده نبود. اصطلاح «جک جدیویل»، اصطلاحی تمسخرآمیز بین نیروهای دفاعی ایرلند بود. بااینکه افسرفرمانده، کویینلن، سفارش کرد خیلی از افرادش لیاقت دریافت مدال ارتشی دلاوری (باارزشترین جایزه ارتشی ایرلند) را دارند، اما از هیچ سرباز ایرلندی تقدیر نشد.
اگرچه گروهان الف ازنظر تاکتیکی نیروی بزرگی از دشمن را در جیدویل شکست داد، اما نیروهای دفاعی تمام سوابق نبرد را دفن کردند. گمان می‌رود دلیل اینکار این بوده که درآخر این گروهان تسلیم گشت. نهایتاً افسرفرمانده، کویینلن، بامقام کولنل کامل بازنشسته شد ولی هرگز دوباره در خارج از کشور خدمت نکرد. به‌علاوه افسرانی که در جدویل جنگیدند پذیرفتند که برای حفظ مسیر شغلی خود، بهتر است دربارهٔ آن نبرد صحبتی نکنند.
به هرحال، کهنه سربازان جدویل به نارضایتی خود از امتناع نیروهای دفاعی دربارهٔ شناخته شدن نبرد ادامه دادند. خصوصاً اینکه این موضوع نقطه سیاهی در شهرت افسرفرمانده آنان، کویینلن (وفات در ۱۹۹۷)، شد که بالاخره ۹سال بعد از مرگش شهرت عمومیش احیا شد. کهنه سربازان گروهان الف از وی به عنوان یک افسر بی‌نظیر یاد می‌کردند که با سخت کوشی و رهبری موفقیت‌آمیز، جان افرادش را نجات داد. او به دلیل شکست‌های رهبران سازمان ملل متحد، در موقعیت غیرممکنی قرار گرفت ولی با این وجود جان تمام افرادش را در نبردی که آمادگیش را نداشت، نجات داد.
سرباز بازنشسته، جان گورمن، که در زمان نبرد ۱۷ساله بود؛ کمپینی برای شناساندن نبرد جیدویل راه انداخت. در نتیجه در سال ۲۰۰۴ وزیر دفاع، ویلی اودیا، پذیرفت مرور کاملی بر نبرد جدویل انجام دهد. این کار باعث شد تمام اتهامات خلاف رفتار از افسرفرمانده کویینلن و گروهان الف پاک شود. در سال ۲۰۰۵، سنگ یادبودی به افتخار سربازان گروهان الف در زمین‌های سربازخانه کاستیوم اثلون نصب شد. به‌علاوه اکنون مجسمه افسرفرمانده کویینلن، در اتاق کنگوی مدرسه نیروهای دفاعی ایرلند گماشته شده‌است.